# قرار مجلس الأمن التابع للأمم المتحدة رقم 1775
قرار مجلس الأمن التابع للأمم المتحدة رقم 1775، المتخذ في 14 سبتمبر 2007.

## القرار
بناء على توصية من الأمين العام بان كي مون، مدد مجلس الأمن ولاية المدعية العامة كارلا ديل بونتي للمحكمة الجنائية الدولية ليوغوسلافيا السابقة إلى نهاية العام.
اتخذ القرار بـ14 صوتا مؤيدا وامتناع عضو واحد من الاتحاد الروسي.
في رسالة بعث بها إلى رئيس المجلس في وقت سابق من هذا الأسبوع، أشار الأمين العام إلى أنه على الرغم من أن السيدة ديل بونتي أشارت إلى أنها لا ترغب في إعادة تعيينها لولاية جديدة، فإنها ستكون على استعداد لتمديد ولايتها الحالية حتى نهاية العام، ريثما يتم تعيين مدع عام جديد.
وتحقيقا لهذه الغاية، قال الأمين العام إنه مع اقتراب المحكمة من إنجاز ولايتها، فإن تمديد ولاية السيدة ديل بونتي سيتيح مزيدا من الوقت لإجراء المشاورات المناسبة بشأن تعيين خلف. وعلاوة على ذلك، ومن أجل استمرارية المحكمة واستقرارها وفعاليتها، من شأن التمديد أن يتجنب الصعوبات المرتبطة بإيجاد حل مؤقت «في وقت حرج من عملياتها». واقترح أن ينظر المجلس في اتخاذ مثل هذا الإجراء، وأضاف أنه سيقدم، في الوقت المناسب، اسم مرشح لمنصب المدعي العام.
وبعد الإجراء الذي اتخذه المجلس، قال ممثل الاتحاد الروسي إن وفده يشارك المجلس فهمه الأوسع فيما يتعلق بضرورة إرجاء مسألة تعيين مدع عام جديد لمحكمة يوغوسلافيا السابقة. كانت هناك عدة طرق لحل هذه المشكلة التقنية بشكل أساسي، ولكن الطريقة التي تم تقديمها لمعالجة المشكلة تبدو الأقل نجاحًا.

## روابط خارجية
- نص القرار في undocs.org